# Dirk Rafaelszoon Camphuysen
Dirk Rafaelszoon Camphuysen (Gorinchem, 1586-Dokkum, 9 juillet 1627) est un poète, peintre et théologien protestant hollandais.

## Biographie
Fils d'un chirurgien et d'une mère mennonite qu'il perd à l'âge de huit ans, il apprend le dessin auprès de Dirck Govertsz. Il suit aussi des études de langues et devient secrétaire et tuteur privé à Nieuwpoort où il étudie pendant son temps libre la théologie (1608).
Professeur à l'École latine d'Utrecht (1614), il est nommé pasteur de la Cathédrale Saint-Martin d'Utrecht, puis à Vleuten, il y devient arminien (1617). En 1619, il est ainsi persécuté comme tous les partisans d'Arminius et se réfugie en Frise. Il se consacre alors à la poésie.
Il est le père de Govert Dircksz Camphuysen.

## Œuvres (écrits)
On lui doit une traduction du Livre des Psaumes, des ouvrages de poésies et des travaux de théologie, comme le Compendium Doctrinae Sociniorum.
- Daer moet veel strijdts gestreden sijn, 1618
- Stichtelycke rymen (4 vol., 1624, 1628, 1658)
- Uytbreyding over De Psalmen des propheten Davids, 1630

## Œuvres (peinture)
Il produisit des paysages.